# Wilhelmsplatz (Görlitz)
Der rechteckig angelegte Wilhelmsplatz in der südlichen Innenstadt ist mit einer Ost-West-Ausdehnung von über 200 m und einer Nord-Süd-Ausbreitung von rund 100 m der größte Görlitzer Stadtplatz. Die Platzmitte ist eine große Rasenfläche umrahmt von Blumenbeeten als Pflanzbänder. Eine Hecken- und eine Baumreihe trennt den begrünten Platz von der viel befahrenen Jakobstraße im Westen. Der Wilhelmsplatz befindet sich zwischen Innenstadt und Bahnhof Görlitz.

## Geschichte
Angelegt wurde der Platz 1849 im Rahmen der Stadterweiterung in Richtung Süden unter dem Namen „Neumarkt“ für Marktzwecke. Er wurde 1860 geebnet und mit der Konsulstraße in Verbindung gebracht. Im Jahr der Reichseinigung erfolgte 1871 die Umbenennung zu Ehren Kaiser Wilhelms I.

### Schule
In den Jahren 1872/73 wurde das Schulgebäude am Platz errichtet, später wurde noch ein Stockwerk aufgestockt. Die seit 1852 bestehende Gewerbeschule bezog den Bau als erste Bildungseinrichtung. Als diese 1878/81 aufgelöst wurde, zog eine Höhere Mädchenschule, die „Luisenschule“ ein. In der DDR-Zeit war es die einzige Schule, an der Görlitzer Schüler, mittlerweile auch Jungen, das Abitur ablegen konnten. Seit der DDR-Zeit trägt sie als Joliot-Curie-Gymnasium den Namen des Physikers und Chemikers Frédéric Joliot-Curie. Heute ist die Schule eines von zwei allgemeinbildenden Gymnasien.

### Denkmale
Im Jahre 1895 stellte die Stadt auf dem Wilhelmsplatz ein Denkmal für den preußischen Generalfeldmarschall Albrecht von Roon auf. An seine Stelle trat 1939 das vom Obermarkt versetzte Reiterstandbild Kaiser Wilhelms I. Dort blieb es nur für eine kurze Zeit, denn während des Zweiten Weltkrieges fiel es der Metallspende des deutschen Volkes zum Opfer. In der Zeit der SBZ und der DDR erinnerte der Platzname nicht länger an Preußen, sondern an Karl Marx. Er hieß bis Anfang der 1990er Jahre Karl-Marx-Platz. Seit 1948 ist ein Mahnmal auf der Ostseite den Opfern des Faschismus geweiht. Es trägt auf der Nordseite die Inschrift „Den Opfern des Faschismus“ und auf der südlichen Seite „Die Toten mahnen die Lebenden“. Jährlich am 8. Mai findet an dem Denkmal die offizielle Kranzniederlegung zum Gedenken an die Opfer des Nationalsozialismus und das Ende des Zweiten Weltkrieges statt.

### Park
Der städtische Gartenbaudirektor Henry Kraft realisierte die letzte große Umgestaltung des Platzes 1956. Kraft unterbrach die langen Pflanzbänder mit Sitznischen und Bänken. Bis 1990 waren die beleuchteten Hochbeete auf der breiten Wegefläche an der Jakobstraße ein beliebter Treffpunkt. Seit den 2010er-Jahren werden die Görlitzer „Schmuckplätze“ mit farblich abwechslungsreichen Blumenbeeten bepflanzt.

### Lärmentwicklung
Die angrenzende Geschäftsstraße Jakobstraße erhielt 2011/12 eine neue Kanalisation, dabei wurde auch die Lärmquelle Kopfsteinpflaster durch Asphalt auf der Fahrbahn ersetzt.
Laut der Lokalpresse wird der Wilhelmsplatz „als Ort der Kommunikation und der Erholung gerade bei schönem Wetter und insbesondere in den Sommermonaten gut angenommen.“ Im Jahr 2019 nahmen die Benutzung der Rasenfläche und nächtliche Ruhestörungen so zu, dass die Stadtverwaltung entschied, mit mehreren Maßnahmen die Rasenbeschädigung und den Nachtlärm einzudämmen.

## Galerie

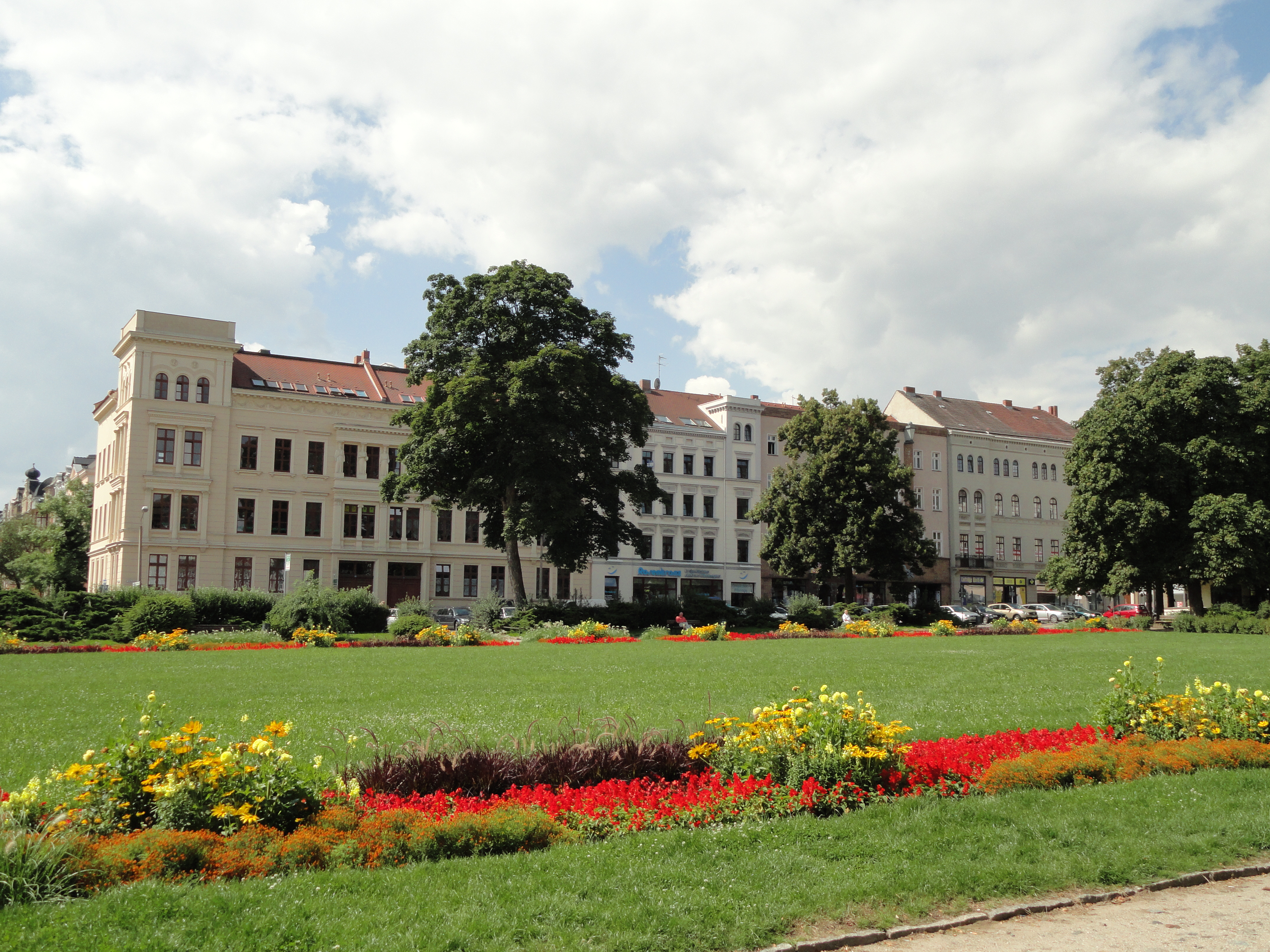
Wilhelmsplatz mit Pflanzbändern im August 2010
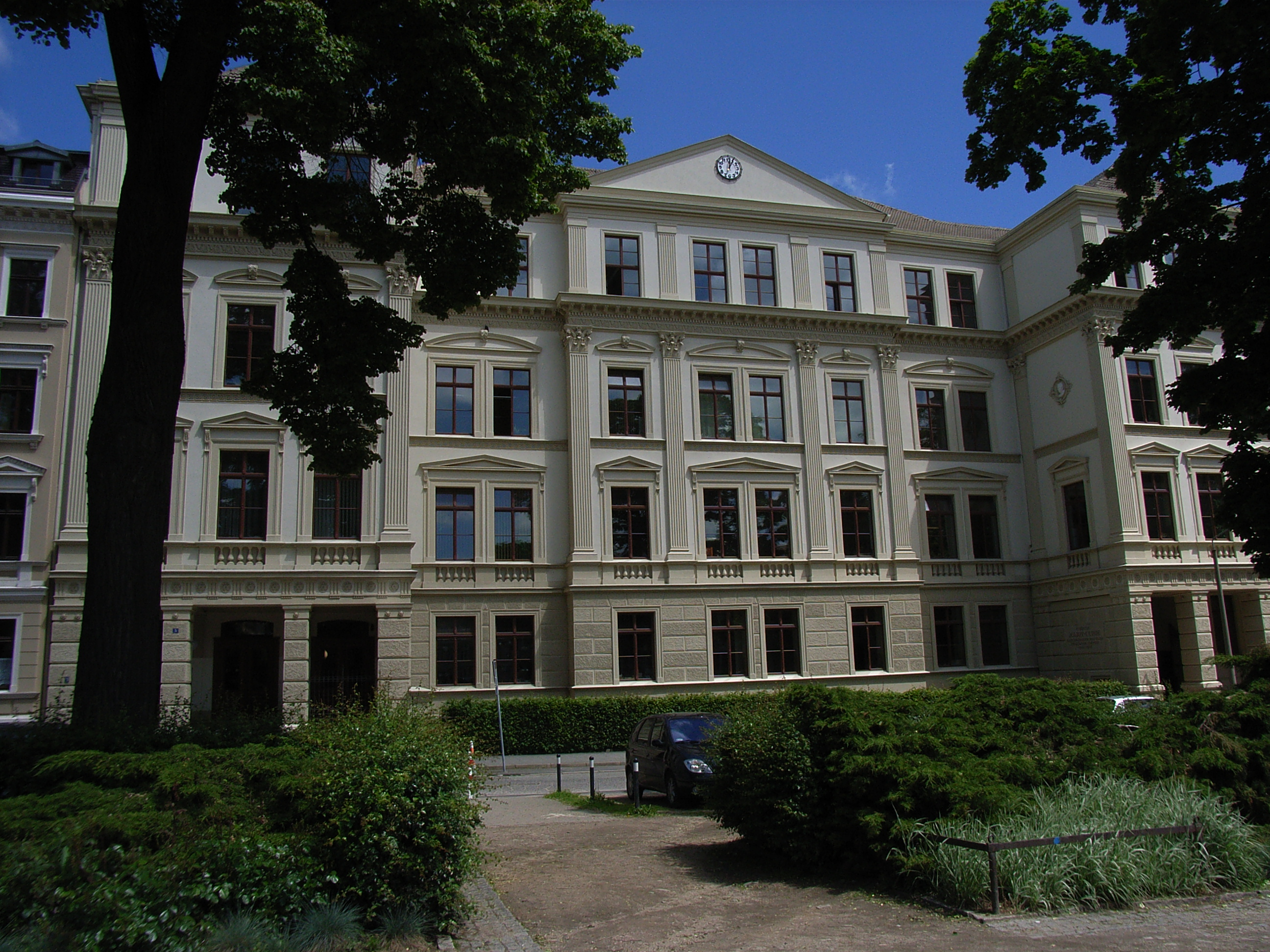
Ehemalige Höhere Mädchenschule, heute Joliot-Curie-Gymnasium
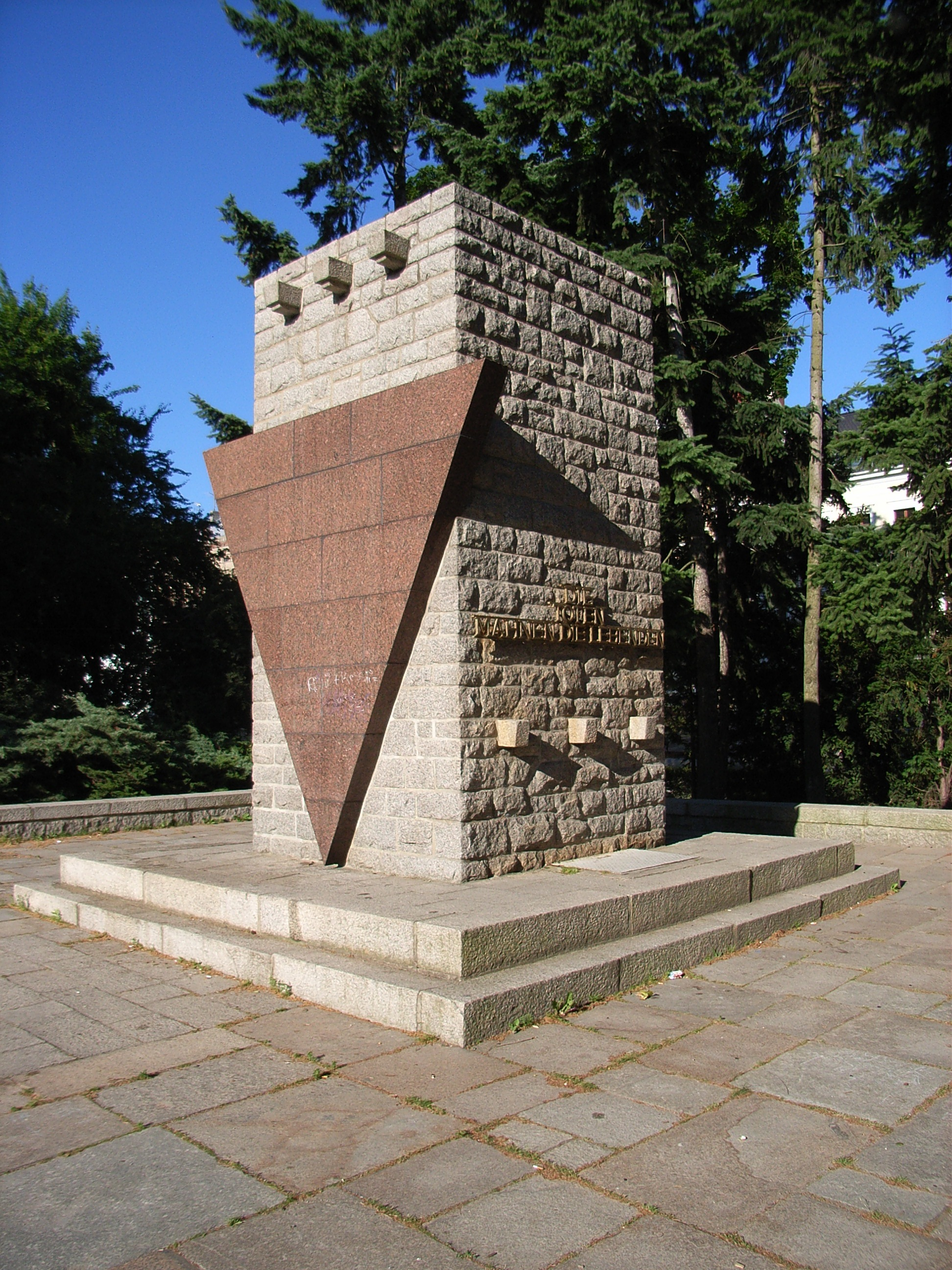
Denkmal für die Opfer des Faschismus
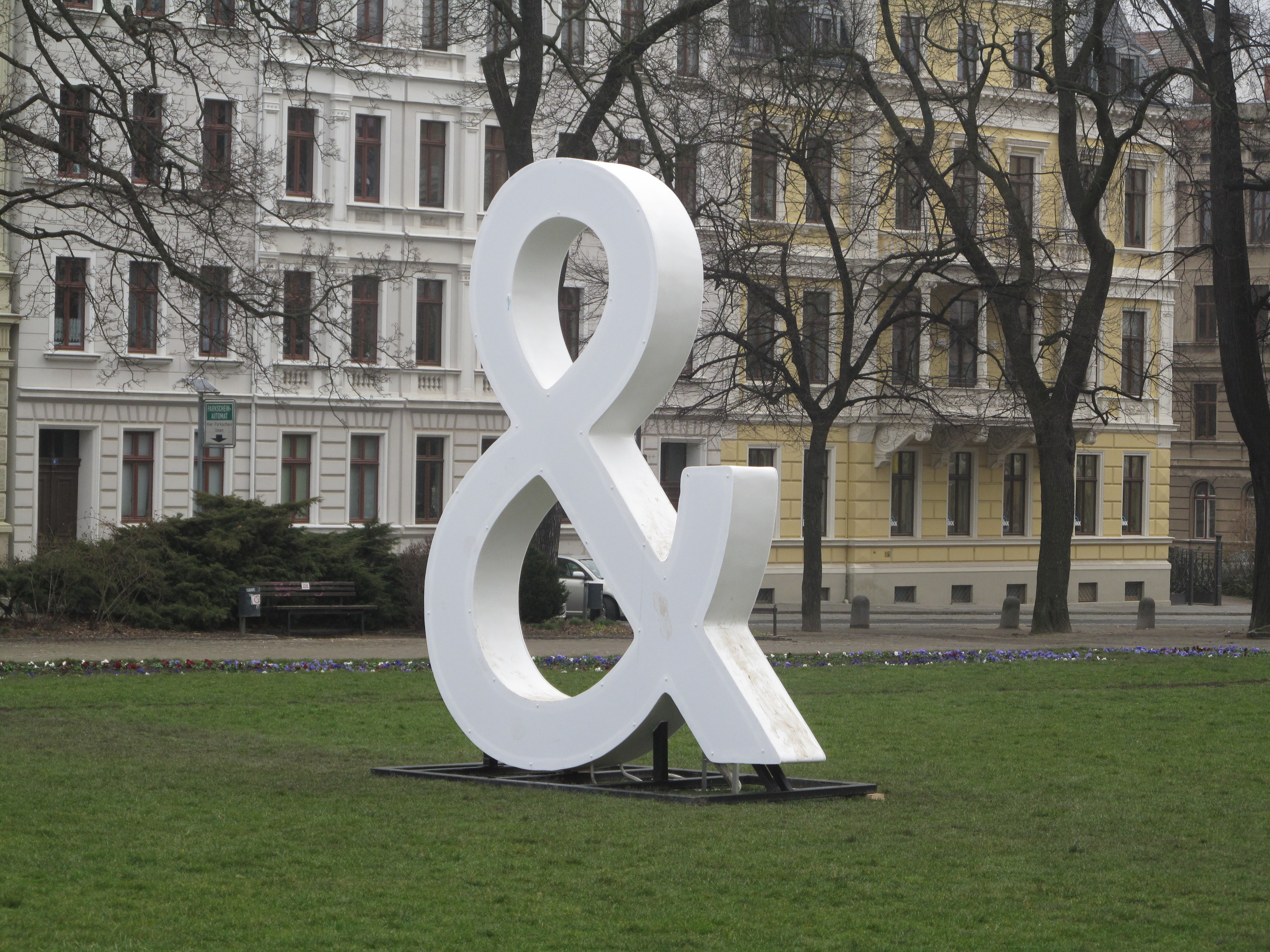
Lichtskulptur & während der Ausstellung Görlitzer ART 2016/17

## Bekannte Anwohner
- Randy Braumann, Fotograf.[8]